# Zwolseweg (Deventer)
De Zwolseweg '(Zwolscheweg)' in de Nederlandse stad Deventer loopt van het stadscentrum naar de wijk Platvoet.
De Zwolseweg is een uitvalsweg richting noorden vanuit Deventer richting Zwolle. Er is een buurt naar deze straat vernoemd: Zwolsewijk.

## Verloop en geschiedenis
De Zwolseweg snijdt als uitvalsweg dwars door de uitbreidingswijken van Deventer. De bebouwing aan het eerste gedeelte vanaf het centrum van Deventer, tussen het Noorderplein en de kruising met de Sallandstraat, is het oudst en dateert van rond 1880. Bij bombardementen in de oorlog werd een gedeelte van deze huizenrij vernield. De rooilijn verspringt vervolgens licht. Hier bevond zich een schoolgebouw uit 1883, waarvan na omvorming tot een appartementencomplex alleen de voorgevel nog deels bewaard is gebleven. Een rij van elf woonhuizen, nummers 77-97, werd in 1923 gebouwd naar ontwerp van architect Wim Knuttel. 
Het vervolg van de Zwolseweg wordt begrensd door grote herenhuizen uit de jaren 30. Aan de westzijde bevindt zich de wijk Zandweerd-Zuid. De 'eerste ring' om het centrum stopt ter hoogte van de rotonde waar de Zwolseweg met de Ceintuurbaan kruist. Hierna verbreedt het straatprofiel verder naar twee losse rijbanen, vrijliggende fietspaden, groenstroken met bomenrijen en parallelwegen. Hierlangs bevindt zich naoorlogse bebouwing. 
De 'tweede ring' stopt bij de rotonde met de Overstichtslaan. Hierna gaat de Zwolseweg over in de N337. Aan de noordoostzijde bevindt zich hier de jaren 60-wijk Platvoet, die in het begin van de 21e eeuw uitgebreid werd met een klein buurtje aan de zuidwestzijde van de weg. Hierna gaat de Zwolseweg over in de IJsseldijk.
In 1999 kreeg de straat nationale bekendheid doordat de plaats delict van de Deventer moordzaak zich aan deze straat bevond.

## Monumenten
Aan de straat bevinden zich meerdere gemeentelijke monumenten:

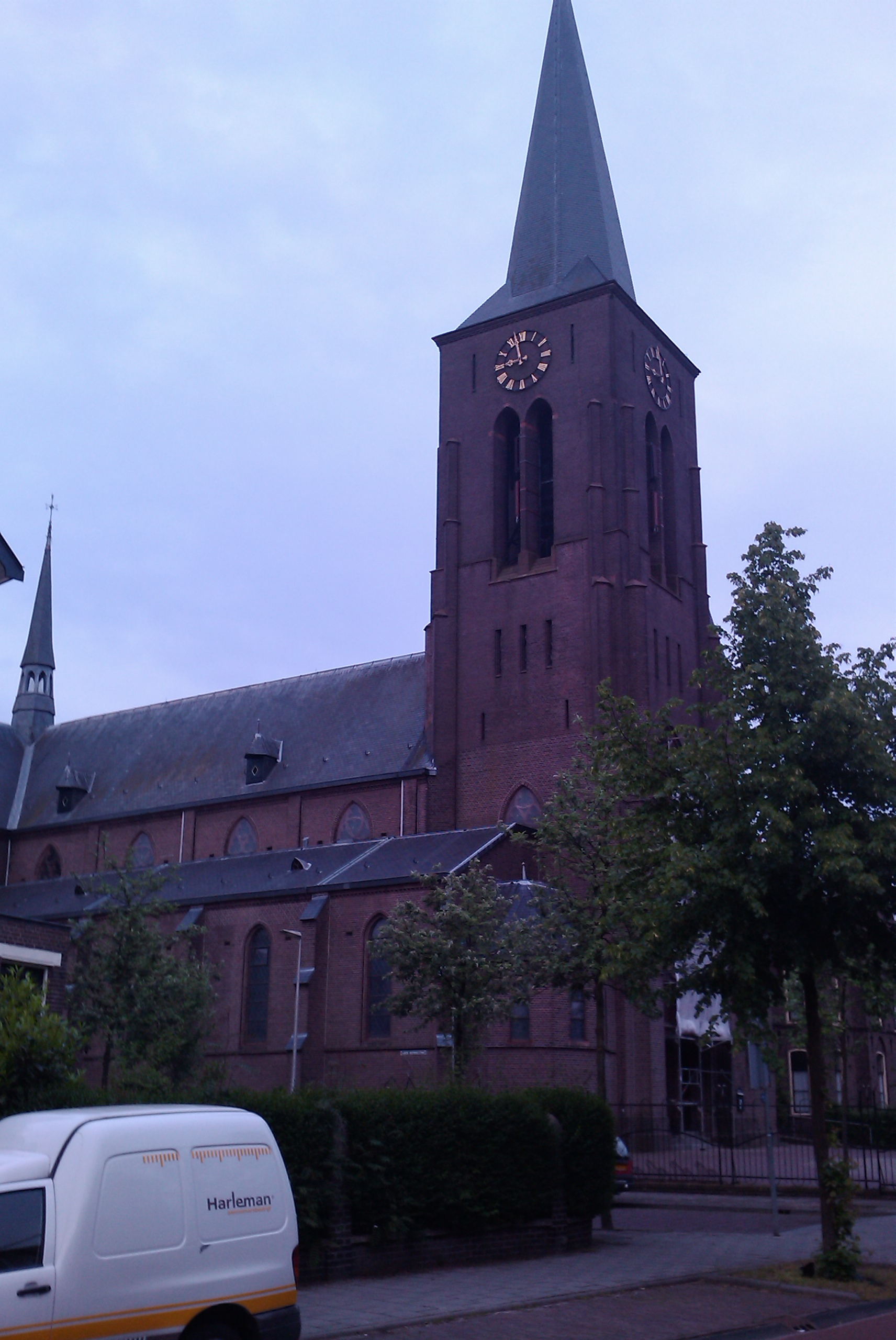
Heilig Hartkerk, Zwolseweg 96
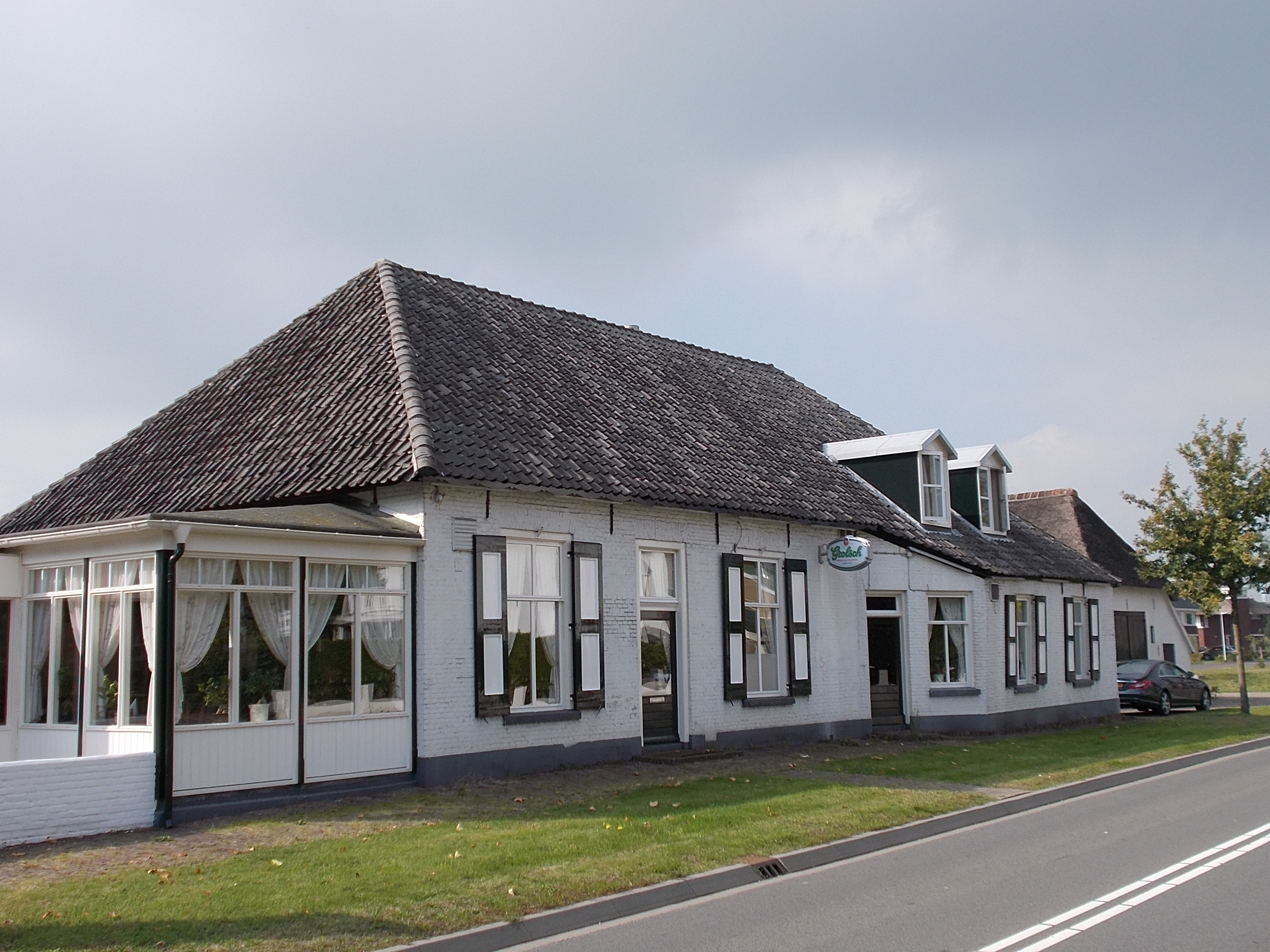
Zwolseweg 427
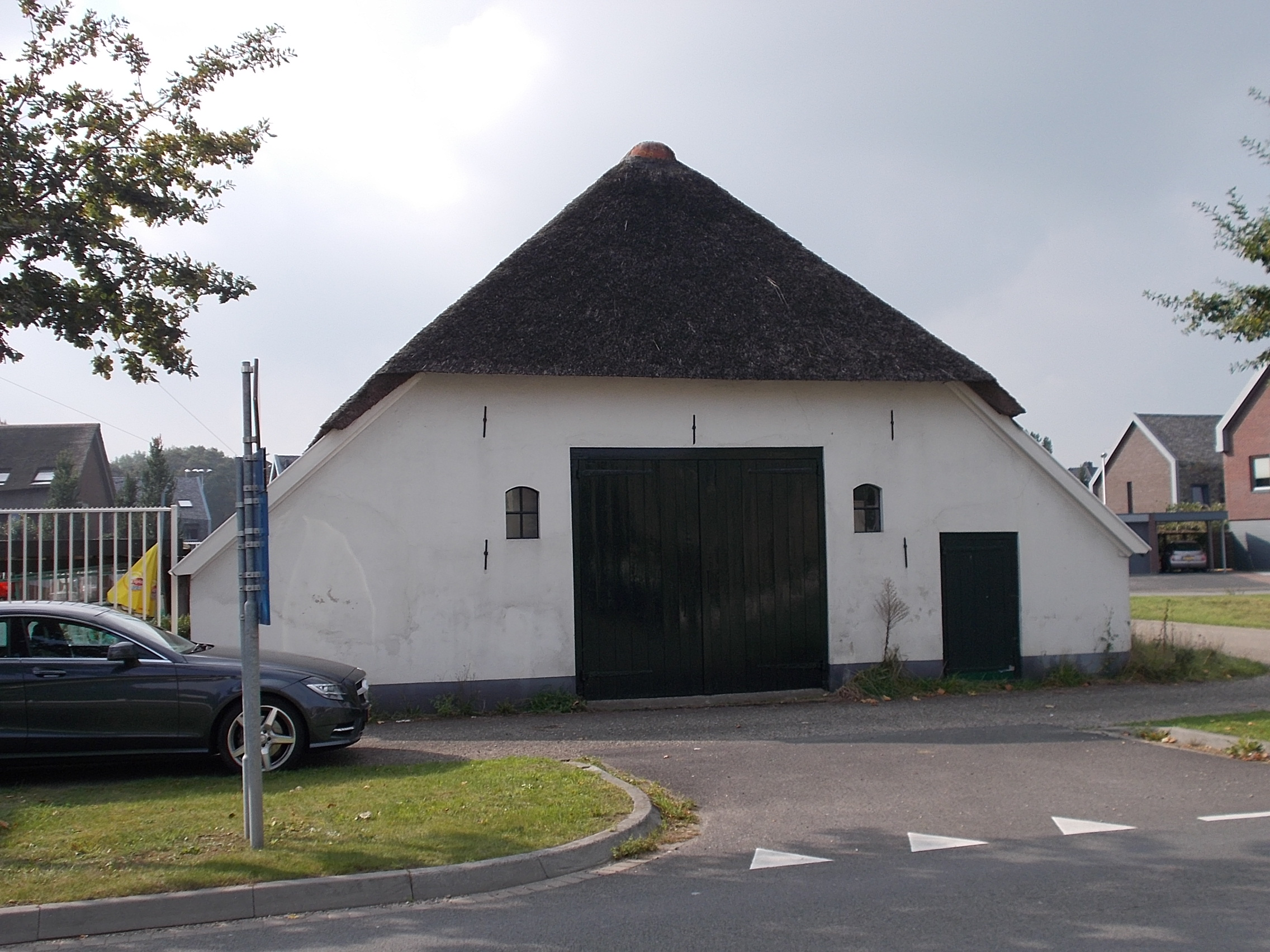
Zwolseweg 429